# NHK仙台放送管弦楽団
NHK仙台放送管弦楽団（エヌエイチケイせんだいほうそうかんげんがくだん）は、NHK仙台放送局の放送用専属オーケストラである。1944年（昭和19年）発足。

## 関係者・出身者
- 田為己之助
- 阿部万次郎
- 阿部富士雄
- 鳩山寛
- 佐藤長助
- 熊田為広[1]
- 川村文夫
- 三浦二郎
- 藤倉栄子

- 山家幸衛
- 清水正雄
- 堀江昭
- 菅原慧惇
- 丹野弥之助
- 平田大三[2]
- 櫻井茂
- 斉藤佐

- 後藤恒二
- 伊藤正
- 常盤正志
- 菅野権七
- 門脇辰男
- 加藤正一
- 小菅隆[3]
- 鈴木八郎

## NHK仙台の合唱部門
- 仙台放送合唱団[4]
1943年（昭和18年）、NHK仙台放送局専属のプロ合唱団として発足。1962年（昭和37年）にNHKとの専属を解消し、一般の合唱団となる。ただし、現在もNHK仙台放送局を練習会場としている。
- NHK仙台少年少女合唱隊
1959年（昭和34年）、「仙台少年少女合唱隊」の名称でNHK仙台放送局専属の合唱団として福井文彦が創設。2005年（平成17年）から現称。当初は小学生のみで構成されていたが、現在は高校生までの少年少女に入団資格がある。NHK仙台放送局を練習会場としている。かつて所属した団員には、遊佐未森や篠ひろ子らがいる。[5]